# Жалым-султан
Жалым-султан — так же Чалым-султан и Джалим-султан, (Каз:Жалым-сұлтан). Казахский султан, возможно брат или сын Хак-Назар-хана, отец Турсун-хана. Участник похода Хакк-Назар-хана на Ногайскую орду в 1568 году.
Жалым-султан упоминается как и в русских так и в мусульманских источниках. В основе у Семена Мальцева, посла русского царя в Ногайскую орду. В 1568 году Хак-Назар-хан, Шигай-хан и Чалым-султан и с ними 20 царевичей  совершили поход на ногайскую орду.
В апреле 1580 году Хафиз-и Таныш рассказывает, что владетель Ташкента—Шибанид Баба-султан, отправил послания предводителям казахов с предложением объединить силы и напасть на бухарского хана Абдуллу. Хак-Назар-хан, Джалим-султан и другие казахские султаны задумали заговор для убийства Джан-Кули-бия и Баба-султана. Однако заговор был разоблачен случайно. Предназначенный для убийства Джан-Кули-бия человек почувствовал жалость и отпустил его, предупредив Баба-султана о заговоре.
Встреча между Баба-султаном и заговорщиками произошла на берегу реки Шараб-хане. Они договорились, что Баба-султан пойдет к Хакк-Назар-хану и подчинится его приказам. Всадники Баба-султана напали на Джалим-султана и его сопровождающих, нанеся им смертельные ранения.
Джалим-султан, не зная об измене, погиб в этой встрече вместе со своими сыновьями. Его сын Турсун-Мухаммад пережил братьев и умер в ханском достоинстве спустя 47 лет.